# اچ‌ام‌اس روور (۱۸۰۸)
اچ‌ام‌اس روور (۱۸۰۸) (به انگلیسی: HMS Rover (1808)) یک کشتی بود که طول آن ۱۰۰ فوت ۴ اینچ (۳۰٫۶ متر) بود. این کشتی در سال ۱۸۰۸ ساخته شد.